# Australoechus bezzii
Australoechus bezzii är en tvåvingeart som först beskrevs av Hesse 1938.  Australoechus bezzii ingår i släktet Australoechus och familjen svävflugor. Inga underarter finns listade i Catalogue of Life.